# Mühlbach (Wurzen)
Mühlbach ist ein Ortsteil der nordsächsischen Stadt Wurzen im Landkreis Leipzig. Im Ort steht die älteste noch baulich erhaltene Zuckerfabrik Sachsens.

## Geographie
Der Ort liegt 5 Kilometer südöstlich des Stadtzentrums am Nordrand des Mühlteichs. Die Bundesstraße 6 verläuft in einem Kilometer Entfernung nördlich der Ortslage in West-Ost-Richtung. Der Abzweig von der B 6 führt über den Haselberg (145 m).
Umliegende Ortschaften sind Kornhain 2,5 Kilometer nordwestlich, Birkenhof 3,5 Kilometer nordöstlich, Kühren 3,5 Kilometer östlich, Burkartshain 2 Kilometer südöstlich, Pyrna 4 Kilometer südlich, Oelschütz 3 Kilometer südwestlich und Nemt 2,5 Kilometer westlich.

## Geschichte
Mühlbach fand im Jahr 1295 mit der Nennung eines Wernherus de Mulbach urkundliche Erwähnung, durch die auch ein Herrensitz belegt ist. Weitere urkundliche Namensformen waren Molbach (1402, 1500), Mülbach (1502) und Mühlbach (1717).
Spätestens bis 1554 war der Herrensitz zu einem Rittergut angewachsen, das die Grundherrschaft über den Häuslerweiler ausübte. Noch bis Ende des 18. Jahrhunderts wurde Mühlbach anteilig in den kursächsischen Ämtern Wurzen und Grimma verwaltet, erst danach kam es ganz zum Amt Wurzen.

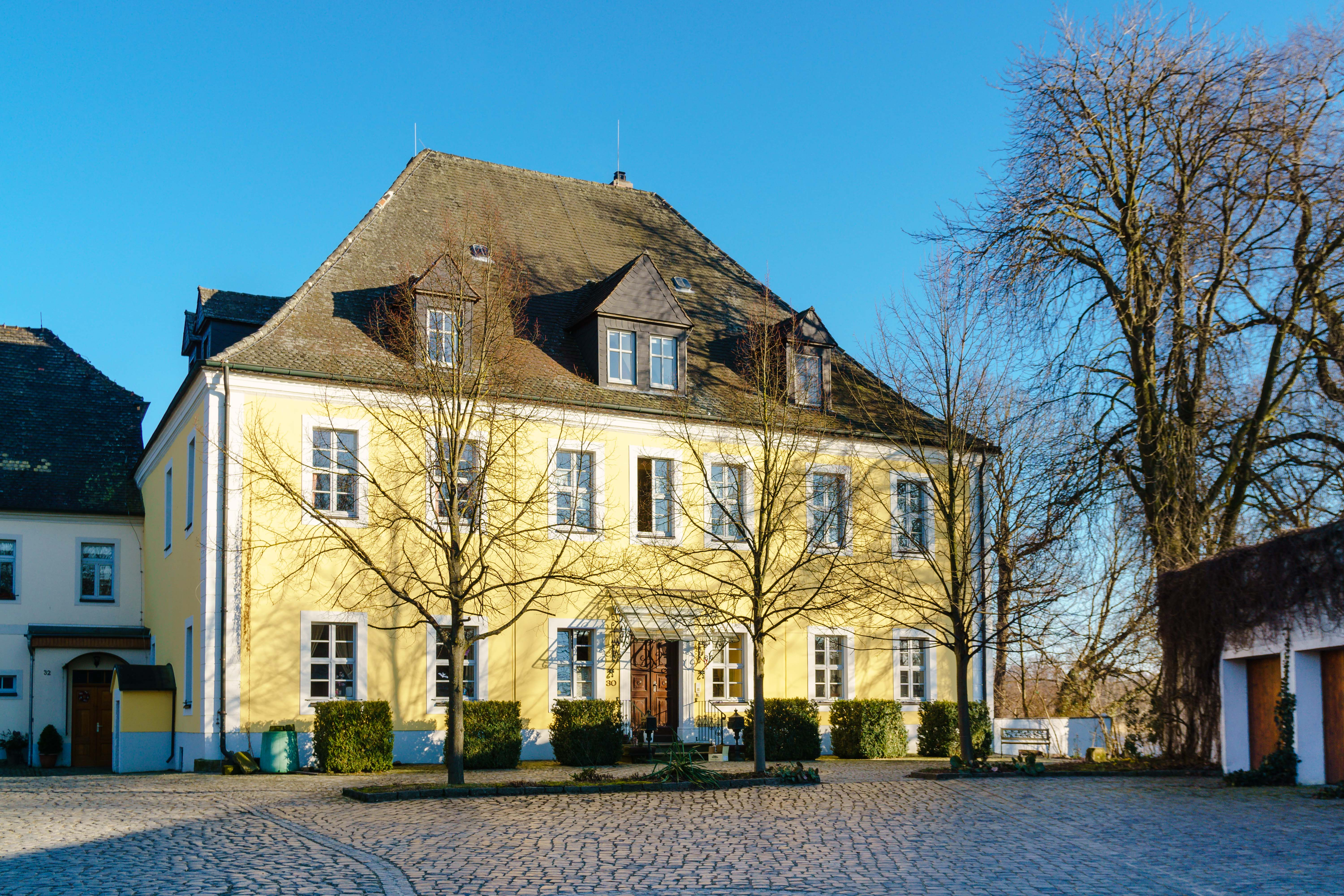
Herrenhaus des ehemaligen Ritterguts

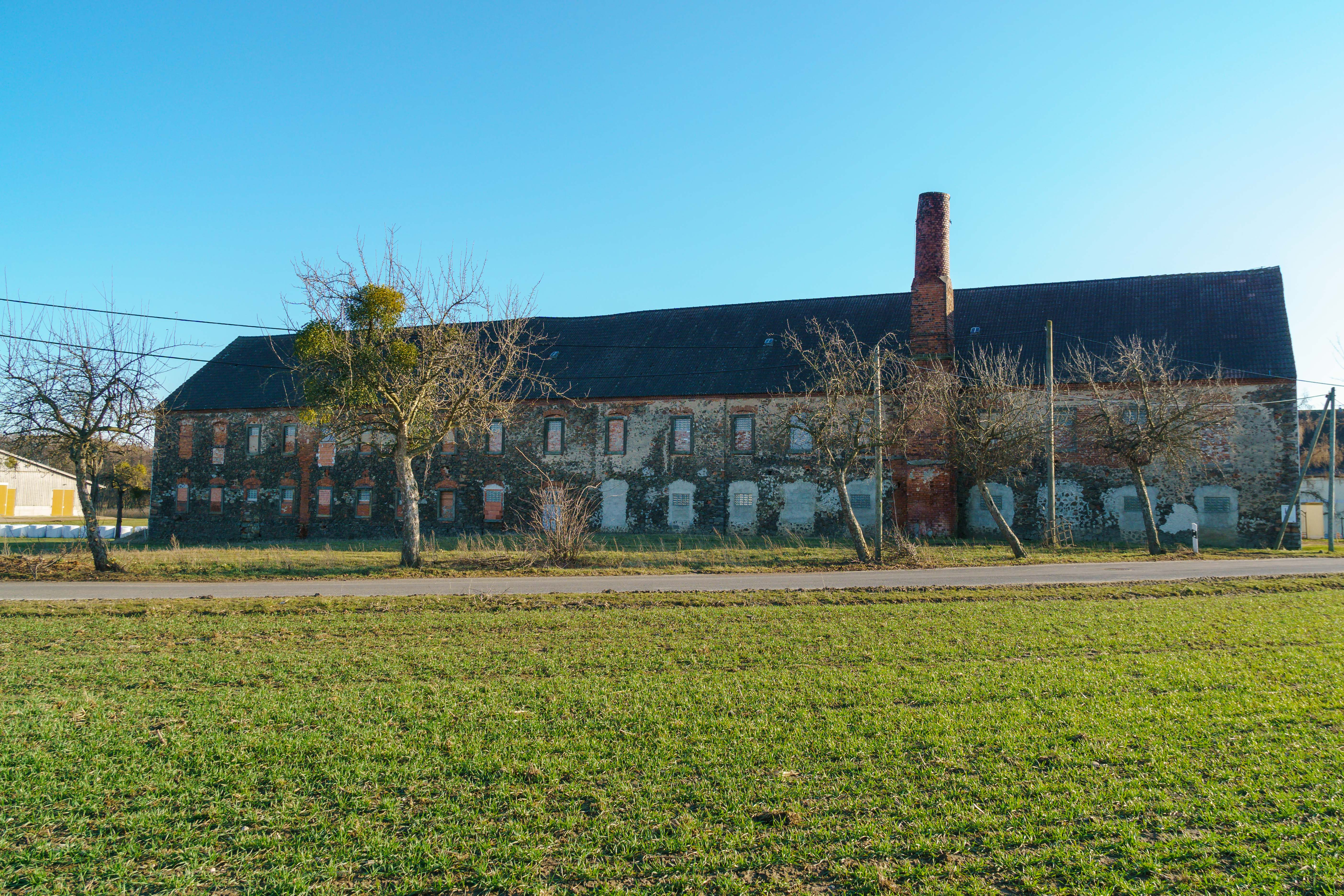
Lorenzsche Zuckerfabrik

Als während der Kontinentalsperre die Zuckerimporte abgeschnitten waren, ließ der Gutsbesitzer Friedrich Freiherr von Lorenz, Bruder von Gottfried August von Lorenz, in den Jahren 1810 bis 1812 eine Fabrik zur Verarbeitung von Zuckerrüben bauen und wurde hierbei durch seinen ehemaligen Hauslehrer Friedrich Adolph Heyne unterstützt. Nach Aufhebung der Sperre war die Fabrik nicht mehr konkurrenzfähig und wurde 1817 geschlossen. Im Jahr darauf verkaufte von Lorenz das Gut.
Zur Mühlbacher Flur gehört die im Spätmittelalter wüst gefallene Siedlung Kornhain. Dort entstand aus einer Schäferei ein Vorwerk, das 35 Einwohner im Jahr 1834 hatte. Mühlbach war zu der Zeit mit 72 Einwohnern doppelt so groß.

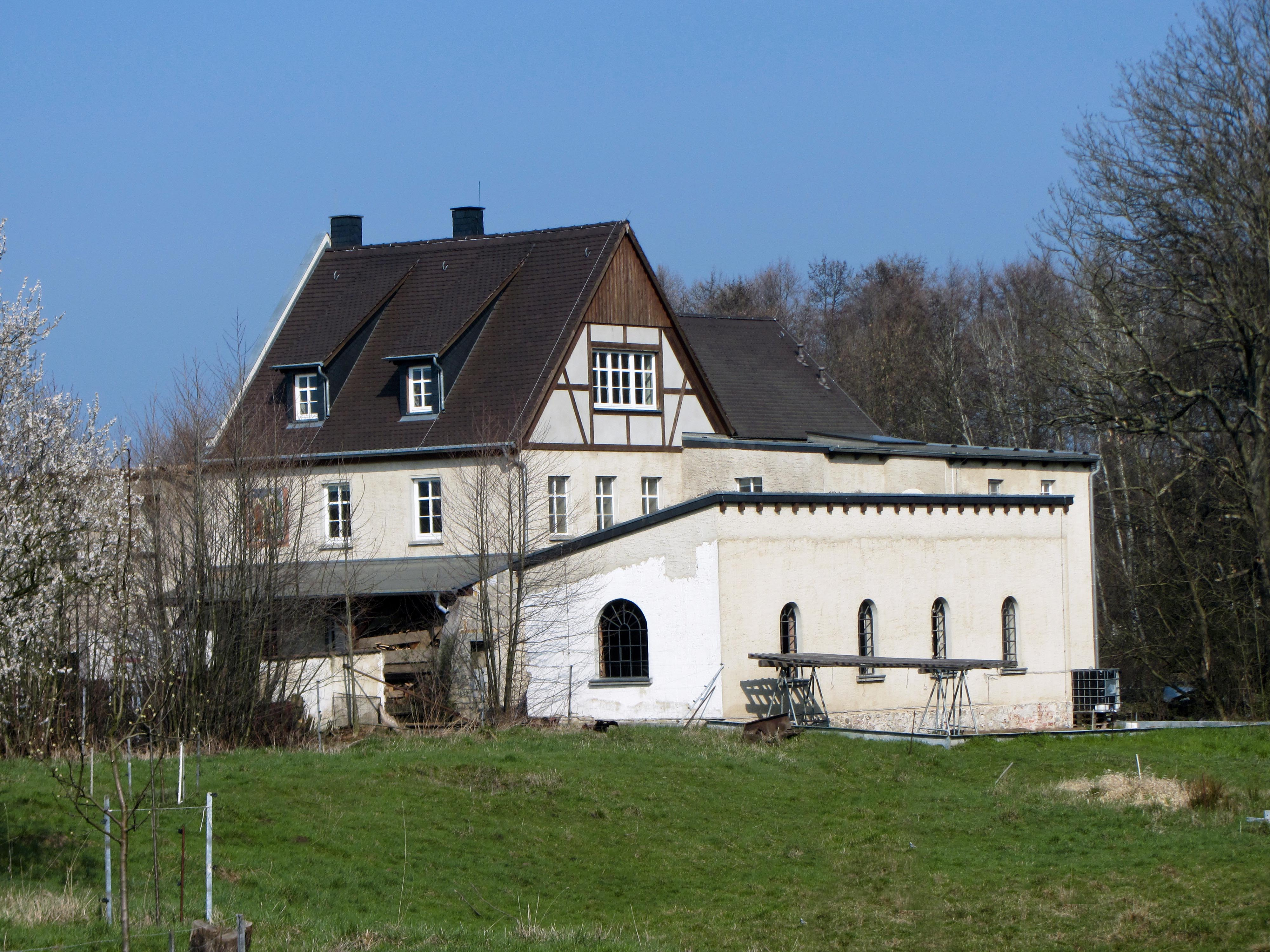
Dammmühle in Mühlbach

Die Einwohnerzahl der Landgemeinde stieg bis zum Ende des 19. Jahrhunderts auf etwa 100 an und erreichte 172 im Mai 1939. Nach dem Krieg lag sie kurzzeitig bei 220.
Die Gemeinde Mühlbach wurde mit ihrem Ortsteil Kornhain am 1. Januar 1952 nach Burkartshain (Kreis Wurzen) eingemeindet. Diese Gemeinde schloss sich am 1. Januar 1994 mit Kühren zu Kühren-Burkartshain zusammen. Zum 1. Oktober 2006 erfolgte die Eingliederung in die Stadt Wurzen.
Ende Juni 2010 hatte Mühlbach 72 Einwohner, Kornhain hatte 62.